# Delio Gamboa
Delio „Maravilla” Gamboa Rentería (ur. 28 stycznia 1936 w Buenaventurze, zm. 23 sierpnia 2018 w Cali) – kolumbijski piłkarz, który grał na pozycji napastnika.

## Kariera klubowa
Swoją seniorską karierę klubową zaczął w 1958, w klubie Atlético Nacional.  Następnie został transferowany do meksykańskiego klubu Oro, gdzie był przez dwa sezony najważniejszym zawodnikiem. Po przybyciu do Kolumbii, dołączył do Delio Millonarios. Wygrał ligę kolumbijską ze swoim zespołem cztery razy z rzędu (1961–1964). Delio nadano pseudonim „cud”. Miał także pseudonim Niebieska Baletnica ze względu na elegancki i artystyczny styl gry. Następnie grał w kilku innych klubach.

## Kariera międzynarodowa
Delio został powołany w 1961 do kolumbijskiej drużyny narodowej, która zakwalifikowała się do Mundialu 1962.